# مسعودی مروزی
مسعودی مروزی (مَ وَ) شاعر اواخر سدهٔ سوم و اوایل سدهٔ چهارم هجری است که اطلاعات زیادی از او در دست نیست. او نخستین کسی بود که در زبان فارسی، شاهنامه‌ای منظوم سروده‌ است. نخستین کسی که از شاهنامه او نام می‌برد، مطهر بن طاهر مَقدِسی است. او در کتاب البدء و التاریخ ضمن یاد کردن از پادشاهان ایران، دو بار از مسعودی و کتابش نام می‌برد. بار نخست در شرح پادشاهی کیومرث از قول شاهنامه مسعودی می‌نویسد:
| نخستین کیومرث آمذ به شاهی    |  | کرفتش به کیتی درون پیشگاهی   |
| چو سی سالی به کیتی باذشا بوذ |  | کی فرمانش به هر جایی روا بوذ |

و بار دوم در پایان سرگذشت پادشاهان ایران، می‌نویسد که مسعودی سروده‌است:
| سپری شذ نشان خسروانا |  | چو کام خویش راندند در جهانا |

نکته مهمی که مَقدِسی تصریح می‌کند این است که ایرانیان، این شاهنامه را به منزله تاریخ ملی خود می‌پنداشتند و تصاویری از رزم پهلوانان را به آن اضافه می‌کردند.
دومین کسی که از مسعودی و اثرش نام می‌برد، ثعالبی است. او نیز در کتاب غرر اخبار دو بار از شاهنامه مسعودی نام می‌برد. بار نخست در شرح پادشاهی تهمورث می‌نویسد: «و به گفته مسعودی در مزدوج خود به فارسی، تهمورث قهندز را در مرو ساخت».
و بار دوم در شرح پادشاهی بهمن نوشته‌ است: «مسعودی مروزی در مزدوج خود به فارسی می‌نویسد که بهمن زال را کشت و تنی از کسان او را زنده نگذاشت».
شاهنامه مسعودی آن‌گونه که از نوشته مَقدِسی برمی‌آید باید در حوالی سال سیصد هجری قمری سروده باشد. همچنین اثر او، مثنوی مشهوری بوده در بحر هزج مسدس بر وزن مفاعیلن/مفاعیلن/فعولن و شاید گاهی ابیات هزج مسدس مقصور بر وزن مفاعیلن/مفاعیلن/مفاعیل نیز در آن وجود داشته است.